# 德尔诺特 (科罗拉多州)
德尔诺特（英語：Del Norte），是美国科罗拉多州里奥格兰德县下属的一座城市。建市于1895年11月15日，面积大约为1.008平方英里（2.61平方公里）。根据2010年美国人口普查，该市有人口1,686人。2011年估计该市有人口1,683人，相比2010年人口增长率为-0.18%。同时，论人口该市是科罗拉多州第121大城市。